# Generación del centenario (Argentina)
En la provincia de Tucumán, de la República Argentina, se conoce con el nombre de Generación del Centenario, en referencia al centenario de la Independencia Argentina (1816 - 1916), a un grupo de intelectuales tucumanos, cuya obra se centró en la conformación del Tucumán moderno, y dieron origen a la Universidad Nacional de Tucumán.
La "Generación del Centenario" puede definirse como la expresión cultural más notoria de la sociedad tucumana, como consecuencia del surgimiento de la industria azucarera a partir de 1874, con la llegada del ferrocarril y las grandes inversiones en los ingenios. Este hecho complejizó las relaciones sociales de la sociedad tradicional de la Provincia, cuyo crecimiento determinó el surgimiento de nuevos problemas sociales como la educación de la población y la preservación de la identidad provincial. 
Conscientes de que la prosperidad material surgida de la expansión de la industria azucarera, debía reflejarse en la constitución de un "campo" cultural propio, que determinase la autonomía de Tucumán, como polo educativo y cultural del Norte argentino frente a la hegemonía cultural que ejercían ciudades como Buenos Aires, La Plata o Córdoba, este grupo de intelectuales proyectó la creación de una Universidad con características propias. También, a través de su obra, analizaron los aspectos sociales surgidos de la estructuración de la industria azucarera, y su implementación a través del estado. 
El centro de reunión y de intercambio de ideas de este grupo se inició en los ámbitos de la Sociedad Sarmiento, constituida alrededor de la biblioteca del mismo nombre, y que fuera presidida por personalidades como Juan B. Terán. El trabajo de Terán al frente de esta institución se expresó en la publicación de la "Revista de Ciencias Sociales" bajo su dirección, con la participación de Alberto Rougès y el poeta boliviano Ricardo Jaimes Freyre.
Sin embargo, el principal logro de Terán y su grupo fue la creación de la Universidad de Tucumán, realizada en 1914, mediante una ley provincial, que sentó las bases de la actual Universidad Nacional de Tucumán, cuya nacionalización acontecería en el año 1922. Tres de los miembros de la Generación del Centenario fueron rectores de la misma: Juan B Terán (1914-1927), José  Graciano Sortheix (1942-1943) y Alberto Rougès en 1945. 
Otros miembros de este grupo fueron: Ernesto Padilla, gobernador de la Provincia, Miguel Lillo, naturalista autodidacta; Alberto Rougès, filósofo; Miguel Díaz; Marcos Rougès, Julio López Mañán, José Graciano Sortheix, José Ignacio Aráoz, Juan Heller, Ing. José Padilla, o el industrial azucarero Alfredo Guzmán.
Al pertenecer a las clases altas de Tucumán, este grupo tuvo una amplia red de contactos con el poder político, llegando algunos de ellos a ocupar la gobernación, como Ernesto Padilla, perteneciente al Partido Liberal de tinte conservador, o José Graciano Sortheix (1928-1930) por la Unión Cívica Radical irigoyenista. También existió una amplia colaboración entre los miembros de este grupo con los gobiernos radicales de Miguel Mario Campero (1924-1928,1935-1939), quien fue un allegado a Juan B. Terán y la Sociedad Sarmiento.